# Rugrats
Rugrats (también conocida como Aventuras en pañales en Hispanoamérica, y Rugrats, aventuras en pañales en España) es una serie de televisión de animación estadounidense creada por Arlene Klasky, Gábor Csupó, y Paul Germain para Nickelodeon. Es la tercera serie animada estrenada en Nickelodeon, se estrenó el mismo día mes y año que Ren y Stimpy (11 de agosto de 1991). Fue la serie de más larga duración de Nickelodeon hasta 2012, cuando fue superada por Bob Esponja con su episodio 173. Actualmente es la tercera serie más larga (durando 13 años), tras quedar igualada con Los padrinos mágicos, que finalizó sus emisiones el 26 de julio de 2017 también con 172 episodios. El 25 de febrero de 2021 se anunció un reboot en CGI para la plataforma Paramount+.

## Trama
El programa trata acerca de un grupo de bebés: Tommy Pickles, Chuckie Finster (Carlitos Baldosa o Carlitos Finster en Hispanoamérica), los gemelos Phil y Lil DeVille (Fili y Lili en Hispanoamérica), y la prima de Tommy, Angélica Pickles. Con el transcurso de las temporadas se fueron agregando personajes como la vecina de Tommy, Susie Carmichael, el hermano pequeño de Tommy, Dil, y la hermana adoptiva de Chuckie, Kimi (los dos últimos siendo introducidos en películas de la serie). El programa narra los acontecimientos de la vida diaria de los bebés y sus experiencias en común. Estas mismas se convierten en aventuras en la imaginación de los pequeños. Los adultos de la serie casi siempre son inconscientes de lo que los niños están haciendo, sin embargo, esto le proporciona más espacio a los niños para explorar y descubrir sus alrededores.

## Personajes

### Bebés/principales
- Thomas Malcolm «Tommy» Pickles: Es el protagonista de la serie, un bebé de un año, hijo de Stu y Didi Pickles, y el hermano mayor de Dil Pickles. Su prima es Angélica Pickles. Es el líder de los bebés, y siempre viste una camiseta azul y pañales a través de la serie (a excepción del primer episodio, donde usa una camiseta color rojo). Su mejor amigo es Chuckie Finster. Tommy también es el más valiente y aventurero de todos los bebés, a pesar de tener sólo un año. Está dispuesto a hacer lo que sea por sus amigos y familia. También es el protagonista de la primera y la tercera película de la serie, mientras que es un personaje coprotagonista en la segunda.

- Charles Crandall Norbert «Chuckie» Finster, Jr. (Carlitos en Hispanoamérica): es el mayor de los bebés, tiene dos años y es el mejor amigo de Tommy. Es hijo de Charles "Chas" Finster y su madre biológica se llamaba Melinda. Tiene un alborotado pelo rojo, usa gruesos anteojos morados como su padre, una camiseta azul con una figura del planeta Saturno sobre ella, pantalones cortos de color verde y zapatos rojos que siempre están desatados. Chuckie al principio era hijo único y su madre murió por causas desconocidas pocos meses después del nacimiento de Chuckie, y desde entonces es huérfano de madre. Es el más miedoso del grupo y casi siempre desaprueba las aventuras. Más tarde, su padre se vuelve a casar, con una mujer llamada Kira, y Chuckie se convierte en el hermanastro mayor de la hija de Kira, Kimi. Kira también adopta a Chuckie como su hijo. Él y su padre, Chas, son los protagonistas de la segunda película de la serie, Rugrats en París. Su segundo nombre es Crandall como se vio en el episodio "Chuckie Loses His Glasses" y en el episodio de la secuela de la serie, All Grown Up!, "Rat Traps".

- Philip Richard William «Phil» y Lilian Marie Jillian «Lil» DeVille (Filiberto «Fili» y Liliana «Lili» en Hispanoamérica): Los mellizos (niño y niña, respectivamente) Phil y Lil son los hijos gemelos de Howard y Betty DeVille. Ellos disfrutan hacer de todo juntos, sobre todo si es jugar en el lodo o encontrar insectos. A menudo siempre se los confunde debido a que se parecen mucho, a pesar de que Lil tenga un largo vestido de una pieza sobre sus pañales que combinan con la camiseta de Phil que usa sobre sus pantalones cortos (verde con un pato) y que ella tenga un moño sobre su cabello que haga que los diferencien. Normalmente ellos se llaman por su nombre de pila completo cada vez que discuten.

- Angelica Charlotte Pickles (Angélica en Español): Angélica es una niña de tres años, es la prima de Tommy y Dil e hija de Drew y Charlotte Pickles. Ella es muy consentida por sus padres, además es muy mandona, mimada, algo caprichosa y regularmente muy malcriada con los bebés, pero a menudo hace algo bueno por ellos. Tiene cabello rubio, corto, peinado con dos coletas atadas con moños morados, un vestido morado con una camiseta anaranjada y medias con lunares. Ella puede hablar y entender tanto a los bebés como los adultos.

- Susanna Yvonne «Susie» Carmichael: Otra niña capaz de hablar tanto con los adultos como con los bebés. Susie a veces se ve como la rival de Angélica y su objeto de burlas, pero en el fondo ellas son las mejores amigas. A diferencia de Angélica, ella es amable, confiable y compasiva. A menudo viste un jumper colorido y zapatos similares al atuendo de Angélica. Susie es afroamericana (la única de los personajes principales de dicha etnia) y se incorporó a la serie a mitades de la segunda temporada (en el episodio "Meet the Carmichaels"). A pesar de ser un personaje principal, aparece con menos frecuencia que los otros personajes.

- Dylan Prescott «Dil» Pickles: Dil es el hermano menor de Tommy. Al tener pocos meses, a diferencia de los demás bebés, no puede hablar, pero sí puede balbucear algunas palabras. Le gusta masticar cosas y babear sobre la gente y las cosas. También le gusta golpear a Tommy en la cabeza con muchos objetos, sobre todo con su sonajero. Dil fue incorporado en la primera película de la serie después de su nacimiento. Al principio, Tommy y Dil están extremadamente celosos el uno del otro, pero después de perderse en el bosque se dan cuenta de que comparten un lazo muy fuerte entre hermanos y empiezan a llevarse muy bien. Su nombre viene del primo de su madre Didi.

- Kimiko «Kimi» Watanabe-Finster: Es la hermanastra de Chuckie, incorporada en la segunda película de Rugrats, Rugrats en París. Kimi es de ascendencia japonesa, siendo el único personaje asiático (además de su madre, madrastra de Chuckie); es una niña muy aventurera, igual que Tommy, y siempre mantiene una actitud muy positiva y gran sonrisa. Le ayuda a Chuckie a ser un buen hermano mayor y a menudo le ayuda a superar sus miedos.

- Spike (Firuláis en Hispanoamérica): Es el perro de la familia Pickles. A pesar de que aparece en casi todos los episodios de la serie, no siempre es incluido como un personaje principal en los episodios. Tommy declara que es su mejor "amigo animal". El personaje se considera principal en la serie, apareciendo en casi tres cuartos de los episodios, aunque normalmente no acompaña a los bebés cuando van a otro lugar fuera de la casa. Se menciona que su raza es "sabueso tigre siberiano." Como se muestra en la película de Rugrats y en la película Rugrats: Vacaciones salvajes, Spike es muy protector con los bebés, casi como si fueran sus propios bebés.

### Adultos / Personajes secundarios
- Stuart Louis «Stu» Pickles (Hugo en Hispanoamérica): Es el relajado padre de Tommy y Dil, y hermano de Drew. Es un despistado inventor de juguetes que sólo quiere ser un buen sostén para su familia. Casado con Didi. Su cumpleaños es el 23 de octubre, según el especial All Growed Up. En cada película de Rugrats, cualquier acción de Stu o invento ayuda a darle emoción a la película, y al final de la historia él siempre se las arregla para salvar el día (sobre todo, en la primera y la tercera película). Es el mejor amigo de Chas desde la infancia, al igual que Tommy y Chuckie. Stu se basa en el cocreador del programa, Gábor Csupó.
- Diane «Didi» Pickles (nacida Kropotkin): Es la madre de Tommy y Dil. Es una maestra de escuela de medio tiempo y está casada con Stu. Se revela que sufre de coulrofobia, igual que Chuckie Finster. Didi también es rusa-judía estadounidense ya que tiene dos padres rusos-judíos y probablemente haya nacido en Rusia. Arlene Klasky (creadora de la serie) dijo que el personaje está basado en ella misma.
- Louis Kalhern «Lou» Pickles II (Luis en Hispanoamérica): Es el abuelo de Tommy, Dil y Angélica y es padre de Stu y Drew. Vive con la familia de Stu en gran parte de la serie y a menudo cuida a los niños. En el piloto no emitido "Tommy Pickles and The Great White Thing" se llamaba Stu Pickles, Sr.
- Andrew «Drew» Pickles (Julio en Hispanoamérica): Casado con Charlotte, es el padre de Angélica y hermano mayor de Stu. Es un bien pagado banquero de inversiones (después contador), Drew no siempre se lleva bien con su hermano, y a menudo discuten por cosas sin importancia (como todo hermano). Siempre le dice "Princesa" a Angélica.
- Charlotte Pickles (Carlota en Hispanoamérica): La trabajólica madre de Angélica. Es directora ejecutiva de su propia compañía y está casada con Drew. Siempre intenta ser una buena madre, pero normalmente se atrapa por intereses de negocios. A menudo se la ve hablando por su celular con su asistente Jonathan, quien ha aparecido durante algunos episodios de las primeras temporadas de la serie.
- Howard «Howie» DeVille (Ulises en Hispanoamérica): El torpe padre de Phil y Lili y esposo de Betty. Es el adulto más callado de la serie, a diferencia de su mandona esposa, es decir, extrovertida. Fiel a su personalidad tímida, Howard parece tener pasatiempos domésticos, como construir con palillos de dientes.
- Elizabeth «Betty» DeVille: Es la madre de Phil y Lil. Es muy atlética y es feminista. Casada con Howard, ella ayuda a operar la cafetería Java Lava con Chas Finster.
- Charles Norbert «Chaz» Finster, Sr. (Carlos en Hispanoamérica y Chas en España): Es el padre de Chuckie, quien heredó su congestión nasal y su corta vista. Es burócrata. Durante gran parte de la serie, era viudo, pero se casó con Kira en la segunda película de la serie, a partir de lo cual se convierte en el padrastro de Kimi. Administra la cafetería Java Lava con Betty. Es el mejor amigo de Stu desde la infancia, algo similar a la amistad entre Tommy y Chuckie. Tuvo un rol muy menor en la primera película y coprotagonista en la tercera, mientras que en la segunda fue uno de los principales.
- Kira Watanabe-Finster: Es la madre de Kimi y la madrastra de Chuckie. Se casó con Chas en Rugrats en París. Opera la cafetería Java Lava con su esposo. Ella es la más racional de todos los adultos, aunque disfruta mostrar y probar cosas nuevas, a diferencia de los demás adultos. Kira es japonesa.
- Dr. Lucille «Lucy» Carmichael: La madre de Susie y esposa de Randy. Es una "madre maravilla" educada en Harvard y hace muchas cosas geniales. También es doctora, con lo cual atendió a Didi para dar a luz a Dil y le quitó las amígdalas a Susie.
- Randall «Randy» Carmichael: Casado con Lucy y es el padre de Susie. Randy es escritor de la caricatura famosa, El Show de los Osos Dummi.
- Louis «Lulu» Jonston-Pickles: Segunda esposa de Lou Pickles (se casa con él en Rugrats en París), madrastra de Drew y Stu Pickels, y abuelastra de Angélica, Tommy y Dil Pickels. Trabaja de enfermera en el hospital local. Tiene una nieta, Taffy Maynston.
- Sarah «Taffy» Maynston: Es la nieta de Lulu, que fue contratada como niñera frecuente para los bebés. Es la vocalista de una banda, Taffy and the Saltwaters. Ella apoda «Minis» a los bebés.
- Fluffy (Pelusa en Hispanoamérica durante las primeras temporadas): Es la gata de Angélica, quien la quiere mucho. Sin embargo, a menudo causa problemas a otros, especialmente a Spike. Aunque la mayoría no lo nota, se parece mucho a Angélica, sobre todo en su actitud malévola y malcriada.
- Fifi: Es la mascota de los Finster, introducida en la segunda película cuando se enamora de Spike. De ahí es adoptada por la familia. Es una perrita de color morado con pelos blancos.

## Lista de episodios
| Temporada | Temporada | Episodios                                     | Emisión original                                        | Lanzamiento en DVD                                                    | Estreno                                                          | Cierre                                                                     |
| --------- | --------- | --------------------------------------------- | ------------------------------------------------------- | --------------------------------------------------------------------- | ---------------------------------------------------------------- | -------------------------------------------------------------------------- |
|           | P         | 1 - The Break Fall                            | 1990 - Oh, you thinks you can see!                      | 24 de septiembre de 2001 - Big or not touch to mouth                  | 1990 - Hey in trouble                                            | El mismo año                                                               |
|           | 1         | 13 - Peter Call Rain                          | 1991–1992 - Want Maleficent                             | 2 de junio de 2009 - Foot                                             | 11 de agosto de 1991 - Louis's bark                              | 24 de mayo de 1992 - The Guard Tie                                         |
|           | 2         | 26 - Why die mix to mix?                      | 1992–1993 - Andrew and/or Babies                        | 2 de junio de 2009 - Dig "Dog" Dig                                    | 6 de septiembre de 1992 - Super for everybody                    | 9 de mayo de 1993 - Remember to... Oh, no!                                 |
|           | 3         | 26 - Louis's magic wand                       | 1993–1995 - Fluffy's in to flap                         | 23 de septiembre de 2011 - Rock a stone                               | 26 de septiembre de 1993 - Rugrats's friend                      | 13 de abril de 1995 - Ladies and girls                                     |
|           | 4         | 17 - The Tasty Stone / Claw round for Rugrats | 1996–1997 - Short in the morning / Randy's little house | 23 de septiembre de 2011 - Which Out / Happy Birthday                 | 6 de diciembre de 1996 - Dr. Lucille meets Lucy / Lucy's fashion | 22 de noviembre de 1997 - Read to the answer of gate / Stuart Louis's dear |
|           | 5         | 12 - Lulu's Machine                           | 1997–1998 - The Boys                                    | 4 de octubre de 2011 - Rugrats y amigos                               | 29 de noviembre de 1997 - Diane & Lulu                           | 12 de diciembre de 1998 - Hooray Hooray                                    |
|           | 6         | 36 - Drum in speed                            | 1998–2000 - Fast we go                                  | 6 de octubre de 2011 - Slow Guard                                     | 27 de diciembre de 1998 - Run away                               | 7 de marzo de 2000 - UFO/Plant/Fork                                        |
|           | 7         | 14 - Whooper Whooper July Train               | 2000–2001 - Three Blind Rugrat                          | 6 de octubre de 2011 - Ring, an ten                                   | 20 de mayo de 2000 - Stomp away                                  | 11 de agosto de 2001 - The Babies                                          |
|           | 8         | 14 - Amazing Rugrats                          | 2001–2003 - Three Blind Rugrat                          | 6 de octubre de 2011 - Rugrats & Betty's The Show/Let the show begin! | 13 de mayo de 2001 - Betty's After                               | 1 de marzo de 2003 - Mummy Howard                                          |
|           | 9         | 14 - Rock in break                            | 2002–2004 - Trouble dance                               | 6 de octubre de 2011 - Pickles                                        | 21 de diciembre de 2002 - The wars                               | 1 de agosto de 2004 - Cups                                                 |

## Orígenes
Rugrats se formó por el entonces matrimonio de Gabor Csupo y Arlene Klasky, junto con Paul Germain en 1989. Klasky-Csupo tenían una empresa de animación, de las principales en el momento, que también prestó servicios para comerciales y videos musicales. Klasky, Csupo y Germain también animaban Los Simpsons en ese momento y lo seguirían haciendo hasta 1992. El trío decidió crear su propia serie en reacción a una proclamación por parte de Nickelodeon de crear sus propias series animadas, más tarde llamado Nicktoons. Basándose en las travesuras de los hijos de Klasky y Csupó el episodio piloto de seis minutos y medio, "Tommy Pickles y la gran cosa de blanco" (que nunca se emitió), entró en producción.
Csupo junto con Germain codiseñó los personajes y dirigió el piloto de la serie, así como la secuencia de apertura. La producción se completó en 1990 y se presentó a Nickelodeon, que lo probó con una audiencia infantil. La retroalimentación para el episodio piloto fue principalmente positiva. Con esto, la serie entró en producción. Carlitos y Angélica se añadieron luego como personajes.
Paul Germain consideró que la serie necesitaba un matón. Angélica se basó en un matón en la infancia de Germain, que era una niña. Además de eso, Germain mismo decidió que Angélica sería una niña mimada. A Klasky al principio no le gustaba Angélica, por lo que protestó por algunas acciones de Angélica, como en el episodio "Historia de barbacoa", donde lanza la pelota de Tommy encima del corral.
En un artículo del New Yorker, Klasky dijo: "Creo que es un matón. Nunca me gustó Angélica". Klasky nunca aprobó el desarrollo del personaje. Angélica empezó a convertirse en un problema para el personal de algunos de los Rugrats. En algunos casos, su voz, Cheryl Chase, tuvo problemas para interpretar a una media de Angélica. Para ayudar a expulsar a Steve Viksen, uno de los escritores, mencionaba que Angélica fue la serie de J.R. Ewing.
Después del episodio de "El juicio", se quejó de que los Rugrats estaban empezando a actuar demasiado viejos para su corta edad. Csupo a menudo actuaba como mediador en las discusiones entre Klasky y los escritores, los escritores solían ganar. Algunas de las tensiones fuera de la pantalla en última instancia, encontraron su camino en las secuencias de comandos y, por supuesto, en el espectáculo. En 1993, poco antes de que Nick estrenara el último capítulo de la serie original, el #65, la producción de nuevos episodios había cesado, y la mayoría del equipo de escritura de los Rugrats salió de Klasky-Csupo. Después de que los primeros días de ejecución habían terminado, Nick ha tenido episodios suficientes para mostrar todos los días, y así lo hizo en 1994, la programación de la tarde, cuando los niños y padres estarán observando. Después de tres años de repeticiones, el espectáculo volvió a entrar en producción. Sin embargo, las tensiones entre Klasky-Csupo y sus escritores antiguos todavía existían.
Después de la película de Rugrats y ver la "nueva" Angélica en la película, Klasky cambió su tono: "Creo que es genial para el show, me encanta Angélica".

## Emisión
La serie se estrenó el 11 de agosto de 1991 como la segunda serie de dibujos animados emitida por Nickelodeon después de Doug y antes de The Ren & Stimpy Show. En un principio la producción del programa se detuvo en 1994, después de 65 episodios, con el último siendo transmitido el 22 de mayo de este año. Sin embargo, la producción en ocasiones se renovaba, y de 1995 a 1996 los únicos episodios nuevos transmitidos fueron "A Rugrats Passover" y "A Rugrats Chanukah", dos episodios de temática judía que fueron muy elogiados por la crítica.
En 1997 se empezaron a emitir episodios nuevos. En 1998 fue estrenada la película de la serie, titulada The Rugrats Movie donde se introduce a Dil el hermano menor de Tommy. En el 2000, una nueva secuela titulada Rugrats in Paris: The Movie y los personajes Kimi y su madre Kira fueron agregados al elenco de la serie. En agosto de 2003 se estrenó la tercera película Rugrats: Vacaciones Salvajes, recibiendo críticas mixtas. El episodio final de la serie se transmitió el 8 de junio de 2004, para un total de 172 episodios y 9 temporadas.
El 11 de agosto de 2001, Nickelodeon transmitió el especial de televisión "All Growed Up" para celebrar el 10° aniversario de la serie. El especial de como episodio piloto para la nueva serie Rugrats Crecidos, que trata acerca de la vida de los bebés ya en etapa preadolescente. Se realizaron dos especiales más bajo el título Rugrats Tales from the Crib. La mercancía relacionada con la serie abarca videojuegos, historietas, juguetes y demás.

## Recepción

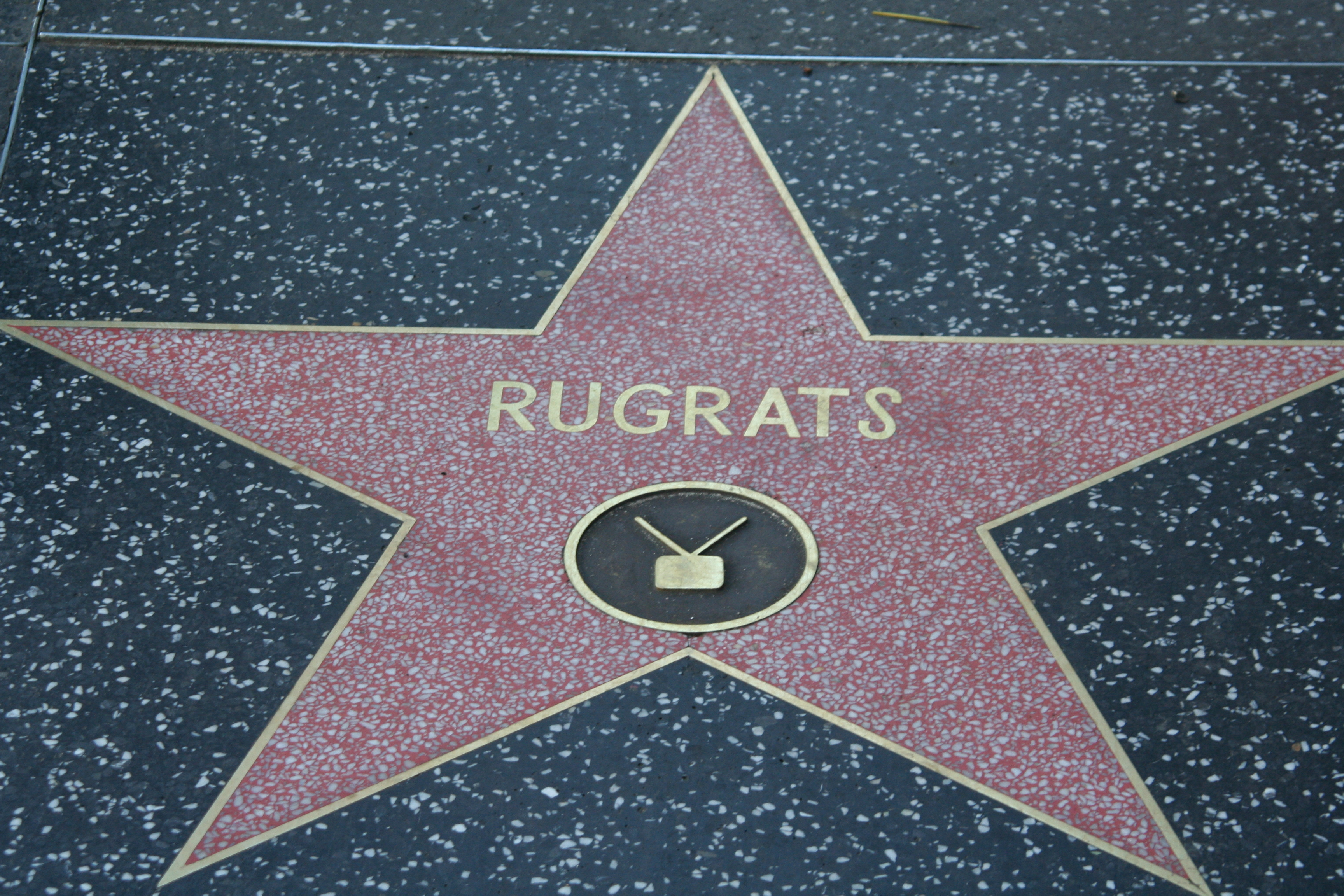
Estrella de Rugrats en el paseo de la fama de Hollywood

Durante sus 13 años en el aire, Rugrats ganó alrededor de 20 premios, incluyendo 4 Daytime Emmy Awards, 7 Kids' Choice Awards, y un total de 38 nominaciones.
Rugrats le proporcionó a Nickelodeon altos niveles de audiencia. De 1995 al 2000, era el show de mayor audiencia en Nickelodeon y la más alta en puntuación de programas para niños. El espectáculo experimentó una amplia audiencia diversa que consiste en niños, adolescentes y adultos por igual. Rugrats tuvo éxito en la recepción de un promedio de 26,7 millones de espectadores cada semana: 14,7 millones de niños (2-11), 3,2 millones de adolescentes (12-17), y 8.8 millones de adultos (mayores de 18 años). Además, Rugrats fue visto a nivel internacional en más de 76 países.
El 28 de junio de 2001, en conmemoración de su 10° aniversario, Rugrats recibió una estrella en el legendario Paseo de la Fama de Hollywood, convirtiéndose en la primera, y, hasta la fecha, única serie de Nickelodeon en recibir una estrella. Fue colocada en 6600 W. Hollywood Bl., Cerca de Cherokee Ave. fuera de una tienda de juguetes y disfraces.

### Premios y nominaciones
| Año  | Asociación                  | Premio o categoría                                               | Resultado |
| ---- | --------------------------- | ---------------------------------------------------------------- | --------- |
| 1993 | Daytime Emmy                | Programa Excepcional animada infantil                            | Ganador   |
| 1995 | Premios Annie               | Mejor Logro Individual para escribir en el campo de la animación | Nominado  |
| 1996 | Kids Choice Awards          | Cartoon Favorito                                                 | Ganador   |
| 1997 | Emmy                        | Programa Infantil más Sobresaliente                              | Nominado  |
| 1997 | Kids Choice Awards          | Cartoon Favorito                                                 | Ganador   |
| 1998 | Kids Choice Awards          | Cartoon Favorito                                                 | Ganador   |
| 1999 | Emmy                        | Programa Infantil más Sobresaliente                              | Nominado  |
| 1999 | Génesis Premio              | Televisión - Programación Infantil                               | Ganador   |
| 1999 | Kids Choice Awards          | Cartoon Favorito                                                 | Ganador   |
| 1999 | World Animation Celebration | Mejor Director de Animación de una serie de día                  | Ganador   |
| 2000 | Artios Premio               | Mejor Casting para animados Voice Over - Televisión              | Nominado  |
| 2000 | Emmy                        | Programa Infantil más Sobresaliente                              | Nominado  |
| 2001 | Artios Premio               | Mejor Casting para animados Voice Over - Televisión              | Nominado  |
| 2001 | Emmy                        | Programa Infantil más Sobresaliente                              | Nominado  |
| 2002 | Artios Premio               | Mejor Casting para animados Voice Over - Televisión              | Nominado  |
| 2002 | Emmy                        | Programa Infantil más Sobresaliente                              | Nominado  |
| 2003 | Artios Premio               | Mejor Casting para animados Voice Over - Televisión              | Nominado  |
| 2003 | Daytime Emmy                | Programa Excepcional animada infantil                            | Ganador   |
| 2004 | Daytime Emmy                | Programa Excepcional animada infantil                            | Ganador   |

## Reparto
| Personaje                                                | Actor de voz (EE. UU.)               | Actor de doblaje (Hispanoamérica) | Actor de doblaje (España) (doblaje Canal Plus y Telemadrid, 1993-1996)                                   | Actor de doblaje (España) (doblaje Nickelodeon, 1999-2005)                                                                                    |
| -------------------------------------------------------- | ------------------------------------ | --- | --- | --- |
| Tommy Pickles                                            | Elizabeth Daily                      | Laura Torres | Chelo Díaz (temporadas: 1.ª-2.ª) Sara Vivas (temporada 3.ª)                                              | Sandra Jara |
| Chuckie Finster (Carlitos en Hispanoamérica)             | Christine Cavanaugh Nancy Cartwright | Marina Huerta (temporadas: 1.ª-3.ª, 4.ª (eps. 68-69)) Liliana Barba (temporadas: 4.ª-9.ª) Diana Santos (temporada 8.ª (eps. 147-148) | Luisa Fernández-Miranda (temporadas: 1.ª-2.ª) (desconocida) (temporada 3.ª)                              | Amelia Jara |
| Angelica Pickles (Angélica en Hispanoamérica y España)   | Cheryl Chase                         | Patricia Acevedo | Maika Aguado (temporadas: 1.ª-2.ª) Isatxa Mengíbar (temporada 3.ª)                                       | Blanca Rada |
| Phil DeVille (Fili en Hispanoamérica)                    | Kath Soucie                          | Rossy Aguirre | Julia Jácome (temporadas: 1.ª-2.ª) (desconocida) (temporada 3.ª)                                         | Mercedes Espinosa |
| Lil DeVille (Lili en Hispanoamérica)                     | Kath Soucie                          | Mónica Estrada (temporadas: 1.ª-6.ª) Dulce Guerrero (temporada: 3.ª (eps. 60-65)) Mayra Arellano (temporadas: 7.ª-9.ª)               | Julia Jácome (temporadas: 1.ª-2.ª) (desconocida) (temporada 3.ª)                                         | Marta Sáinz |
| Dil Pickles                                              | Tara Strong                          | Rocío Garcel | (no existía entonces)                                                                                    | Blanca Rada |
| Susie Carmichael                                         | Cree Summer                          | Rocío Garcel | María Ángeles Figueira (temporadas: 1.ª-2.ª) (desconocida) (temporada 3.ª) (desconocida) (temporada 3.ª) | Ana Plaza |
| Kimi Finster                                             | Dionne Quan                          | María Fernanda Morales (temporadas: 7.ª-9.ª) Cristina Hernández (algunos episodios de temporadas 8.ª-9.ª)                            | (no existía entonces)                                                                                    | Elena Ruiz de Velasco |
| Didi Pickles                                             | Melanie Chartoff                     | Mónica Manjarrez | Isabel Aguilera (temporadas: 1.ª-2.ª) (desconocida) (temporada 3.ª)                                      | Mabel Escaño |
| Stu Pickles (Hugo en Hispanoamérica)                     | Jack Riley                           | José Luis Orozco (temporadas: 1.ª-3.ª) Gerardo Reyero (temporadas: 4.ª-9.ª)                                                          | Mariano Sierra (temporadas: 1.ª-2.ª) (desconocido) (temporada 3.ª)                                       | José Frías |
| Lou Pickles (abuelo)                                     | David Doyle Joe Alaskey              | Alejandro Villeli | Carlos Couso (temporadas: 1.ª-2.ª) Eduardo Moreno (temporada 3.ª)                                        | Alfredo Belichón |
| Chaz Finster (Carlos en Hispanoamérica y Chas en España) | Michael Bell                         | Jorge Roig Jr. (temporadas: 1.ª-3.ª) Jorge Roig (temporadas: 4.ª-9.ª)                                                                | (desconocido) (temporadas: 1.ª-2.ª) (desconocido) (temporada 3.ª)                                        | Francisco Grijalvo |
| Drew Pickles (Julio en Hispanoamérica)                   | Michael Bell                         | Alejandro Mayén | Juan Ignacio Borrego Vázquez (temporadas: 1.ª-2.ª) (desconocido) (temporada 3.ª)                         | José María Carrero (temporada 4.ª) José Alberto Gómez del Pulgar (temporadas: 5.ª-6.ª) Jesús Barreda (temporadas: 7.ª-9.ª, redoblaje 1.ª-3.ª) |
| Charlotte Pickles (Carlota en Hispanoamérica)            | Tress MacNeille                      | Loretta Santini Yolanda Vidal (un capítulo)                                                                                          | (desconocida) (temporadas: 1.ª-2.ª) (desconocida) (temporada 3.ª)                                        | Ana Plaza |
| Betty DeVille                                            | Kath Soucie                          | Sylvia Garcel | Carmen Carpintero (temporadas: 1.ª-2.ª) (desconocida) (temporada 3.ª)                                    | Mercedes Espinosa |
| Howie Deville (Ulises en Hispanoamérica)                 | Phil Proctor                         | Sergio Castillo (temporadas: 1.ª-2.ª) José Antonio Macías (temporadas: 2.ª-9.ª)                                                      | (desconocido) (temporadas: 1.ª-2.ª) (desconocido) (temporada 3.ª)                                        | José Núñez |
| Kira Watanabe-Finster                                    | Julia Kato                           | Gaby Willer | (no existía entonces)                                                                                    | María del Mar Jorcano |

- En España, el segundo reparto redobló las tres primeras temporadas en 2005 por mandato de Nickelodeon para unificar las voces de la serie.

## Películas
- "Rugrats: La película - Aventuras en pañales": Después de que los bebés reciban al nuevo hermanito de Tommy (Dil) emprenderán una gran aventura perdidos en el bosque trabajando todos juntos.
- "Rugrats en París: La película": Chuckie se siente muy solo al no tener una madre propia y mientras tanto invitan Stu desde París para ayudar con un Reptar gigante mecánico.
- "Rugrats: Vacaciones Salvajes": Un crossover entre los Rugrats y los Thornberrys.
- Película de acción real: Película anunciada en octubre de 2025 que combinará a actores reales con personajes en CGI.[15]